# Синема (фильм, 1977)
«Синема́» — советский чёрно-белый художественный фильм 1977 года, снятый на киностудии «Грузия-фильм» режиссёром Лианой Элиавой. Фильм стал полнометражным дебютом режиссёра. Фильм рассказывает о молодом человеке, который на заре существования кино пытался создать в Грузии национальный кинематограф. В роли консультанта фильма выступил Василий Амашукели, пионер грузинского кино, кадры из фильма которого «Путешествие Акакия Церетели в Рача-Лечхуми» (1912) также вошли в картину.
Фильм был показан в конкурсе Венецианского кинофестиваля 1979 года.

## Сюжет
Последние годы XIX века. Грузинский юноша-сирота Сосико Чолокашвили, племянник князя, едет учиться в Париж, расставаясь со свой возлюбленной Нуцико. Когда Сосико возвращается, он привозит с собой большой киноаппарат, который в Грузии никто ещё не видел (сам Сосико называет аппарат «синема́», слово «кино» героями фильма не произносится). Сосико начинает пробовать снимать, хотя окружающие принимают его за фотографа. Один из первых его опытов — съёмка взлёта воздушного шара, на котором летит француженка-воздухоплавательница. В последний момент в корзину к ней запрыгивает знакомый Сосико, бравый джигит и обедневший потомственный дворянин Яша Костава, который не может отпустить женщину «одну в небо». К счастью, шар удачно опускается, однако Яша с тех пор мечтает сам стать воздухоплавателем.
Сосико снимает сцены на улицах города, в его объектив попадает случайная смерть грузчика, не удержавшего на спине рояль, который он переносил. На поминках грузчика его товарищи говорят, что теперь умерший получил бессмертие, ведь его образ навсегда запечатлён на плёнке. У Сосико возникает мысль снять фильм из истории Грузии, но когда актёры уже разыгрывают сцену боя на площади перед собором, их прогоняет городовой, который не даёт Сосико снимать без разрешения губернатора. Заметка о Сосико даже появляется в газете, где он назван фотографом. Увидев газету, его дядя князь Чолокашвили приходит в ярость — он считает занятие племянника несерьёзным и уже устроил его на судейскую должность. Однако Сосико утверждает, что будет заниматься «синема», и в знак протеста уходит из дома. Он нанимает в качестве помощника мальчика Бесо с улицы, заинтересовавшегося киноаппаратом. Зимой у Сосико происходит объяснение с Нуцико, которая разрывает с ним отношения. Позже весной Сосико и Бесо подходят к храму, чтобы снять свадьбу, и в невесте Сосико узнаёт Нуцико.
Сосико просит знакомого фотографа Амберка разрешить ему поработать в фотоателье, пока Амберк будет в отъезде. Сосико с Бесо, ранее лишь проявлявшие киноплёнку, смогли впервые посмотреть «движущиеся картинки» на экране, однако в ателье начинается пожар. Теперь Сосико должен возместить Амберку убытки, и знакомый актёр предлагает ему обратиться в благотворительное общество. Однако представители деловой элиты не верят тому, что говорит Сосико, который пытается доказать им, что за кинематографом будущее и надо развивать «синема» в Грузии. Помочь Сосико вызывается Яша, который сам сделал воздушный шар и собирается полететь на нём, взимая плату со зрителей. Оставив Бесо с камерой внизу, Сосико летит с Яшей. Больше Сосико никто не видел. Лишь спустя несколько лет в одном из городков удалось обнаружить старую киноплёнку с кадрами уличных сцен, которые снимал Сосико…

## В ролях
- Мурман Джинория — Сосико Чолокашвили (озвучил Сергей Малишевский)
- Гурам Пирцхалава — Яша Костава
- Кетеван Кобулия — Нуцико
- Рамаз Чхиквадзе — князь
- Ариадна Шенгелая — княгиня
- Гурам Лордкипанидзе — Амберк
- Лия Элиава — Елена
- Тенгиз Арчвадзе — Сандро
- Авто Кереселидзе — Бесо
- Шалва Херхеулидзе — Гога
- Дареджан Харшиладзе — француженка-воздухоплаватель
- Лория, Абессалом Мамантьевич — городовой

## Создание
По воспоминаниям Лианы Элиавы, исходный сценарий фильма под названием «Сосико», написанный Леваном Чиладзе, предлагался нескольким режиссёрам, но «никто его не взял». Однако он понравился Элиаве, «поскольку в нём было интересное зерно о том, как создавалось кино, и это давало возможность для создания ретро-фильма». При этом сценарий пришлось переделывать, поскольку в исходной версии «получалось, что кино впервые в мире изобрели грузины». Чиладзе был недоволен переработкой сценария и на Телавский фестиваль фильм не был допущен, однако он был отобран организаторам Венецианского фестиваля, причём сама Элиава ничего не знала об этом.

## Отзывы
«Синема» стал первым грузинским фильмом в стиле «ретро». Были восстановлены различные атрибуты времени и быта, в том числе одежда, интерьеры, фасады зданий. Более того, авторы «обратились к стилизации литературных норм семидесятилетней давности»: была широко использована литература и периодика того времени, некоторые высказывания деятелей культуры вошли в текст в перефразированном виде или без изменений.
По мнению Веры Шитовой, фильм Элиавы не относится к жанру «ретро»: «это не фильм-реставрация, не фильм-воскрешение — это фильм-воспоминание, в котором историческая и бытовая реальность не реконструируется, а как бы поднимается из глубин прошедшего времени». Она также называт фильм «по своему совершенным — без длиннот, соразмерный, законченный, безупречно стилистически выдержанный».